# Berrien County (Georgia)
Das Berrien County ist ein County im Bundesstaat Georgia der Vereinigten Staaten. Der Verwaltungssitz (County Seat) ist Nashville.

## Geographie
Das County liegt im Süden Georgias und hat eine Fläche von 1.186 Quadratkilometern, wovon 14 Quadratkilometer Wasserfläche sind. Es grenzt im Uhrzeigersinn an folgende Countys: Coffee County, Atkinson County, Lanier County, Lowndes County, Cook County, Tift County und Irwin County.

## Geschichte

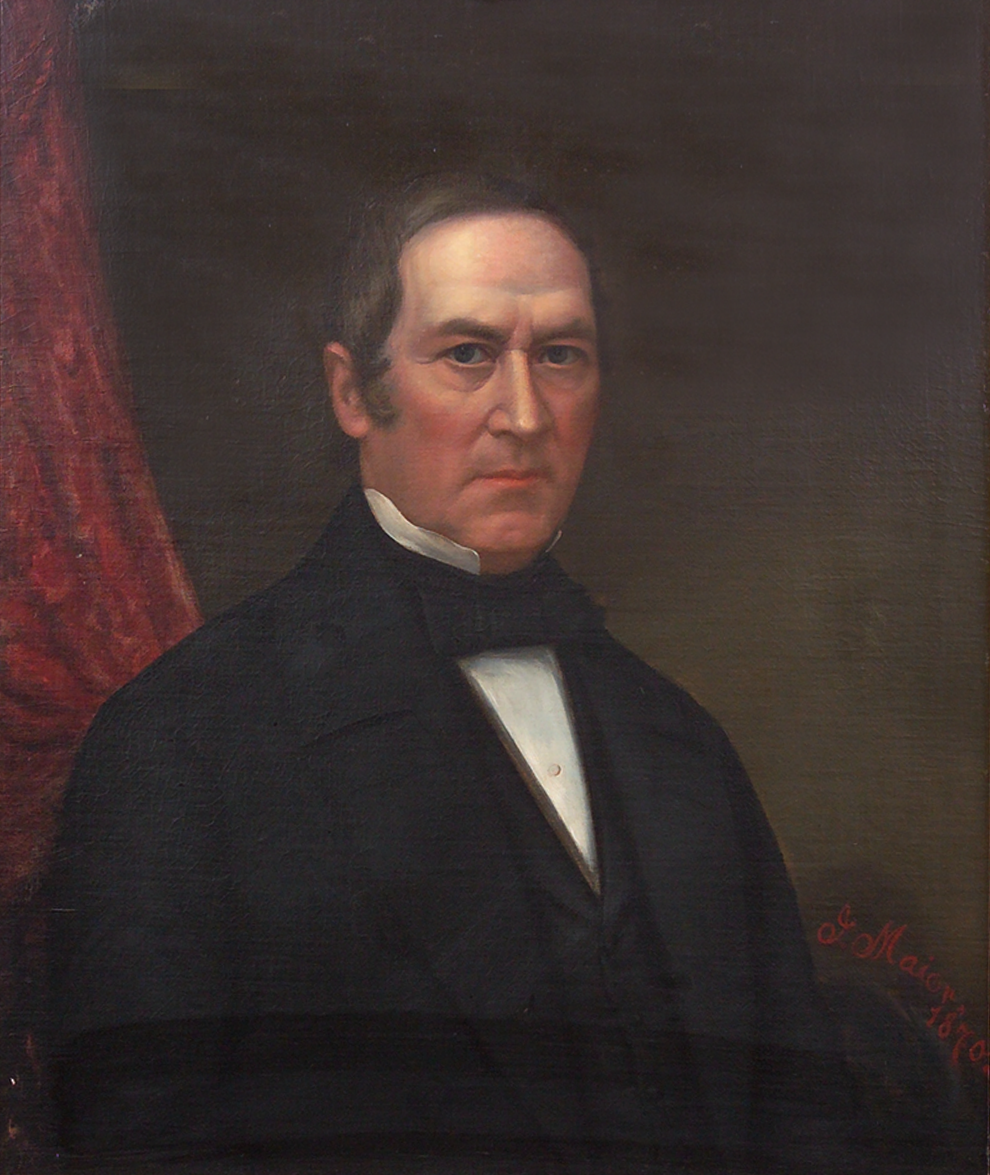
John Macpherson Berrien

Das Berrien County wurde am 25. Februar 1856 aus Teilen von Coffee, Irwin und Lowndes County gebildet und benannt nach John MacPherson Berrien, einem US-Senator, der unter Präsident Andrew Jackson Generalstaatsanwalt war. Das County hatte eine der ersten Poststraßen in den Vereinigten Staaten, die Coffee Road. Sie wurde 1823 eröffnet und führte bis nach Florida.

## Demografische Daten
Laut der Volkszählung von 2010 verteilten sich die damaligen 19.286 Einwohner auf 7.443 bewohnte Haushalte, was einen Schnitt von 2,57 Personen pro Haushalt ergibt. Insgesamt bestehen 8.709 Haushalte.
70,6 % der Haushalte waren Familienhaushalte (bestehend aus verheirateten Paaren mit oder ohne Nachkommen bzw. einem Elternteil mit Nachkomme) mit einer durchschnittlichen Größe von 3,05 Personen. In 35,5 % aller Haushalte lebten Kinder unter 18 Jahren sowie in 26,5 % aller Haushalte Personen mit mindestens 65 Jahren.
28,3 % der Bevölkerung waren jünger als 20 Jahre, 24,6 % waren 20 bis 39 Jahre alt, 27,3 % waren 40 bis 59 Jahre alt und 19,9 % waren mindestens 60 Jahre alt. Das mittlere Alter betrug 38 Jahre. 49,3 % der Bevölkerung waren männlich und 50,7 % weiblich.
84,7 % der Bevölkerung bezeichneten sich als Weiße, 10,7 % als Afroamerikaner, 0,3 % als Indianer und 0,4 % als Asian Americans. 2,6 % gaben die Angehörigkeit zu einer anderen Ethnie und 1,3 % zu mehreren Ethnien an. 4,6 % der Bevölkerung bestand aus Hispanics oder Latinos.
Das durchschnittliche Jahreseinkommen pro Haushalt lag bei 31.812 USD, dabei lebten 25,3 % der Bevölkerung unter der Armutsgrenze.

## Kultur und Sehenswürdigkeiten

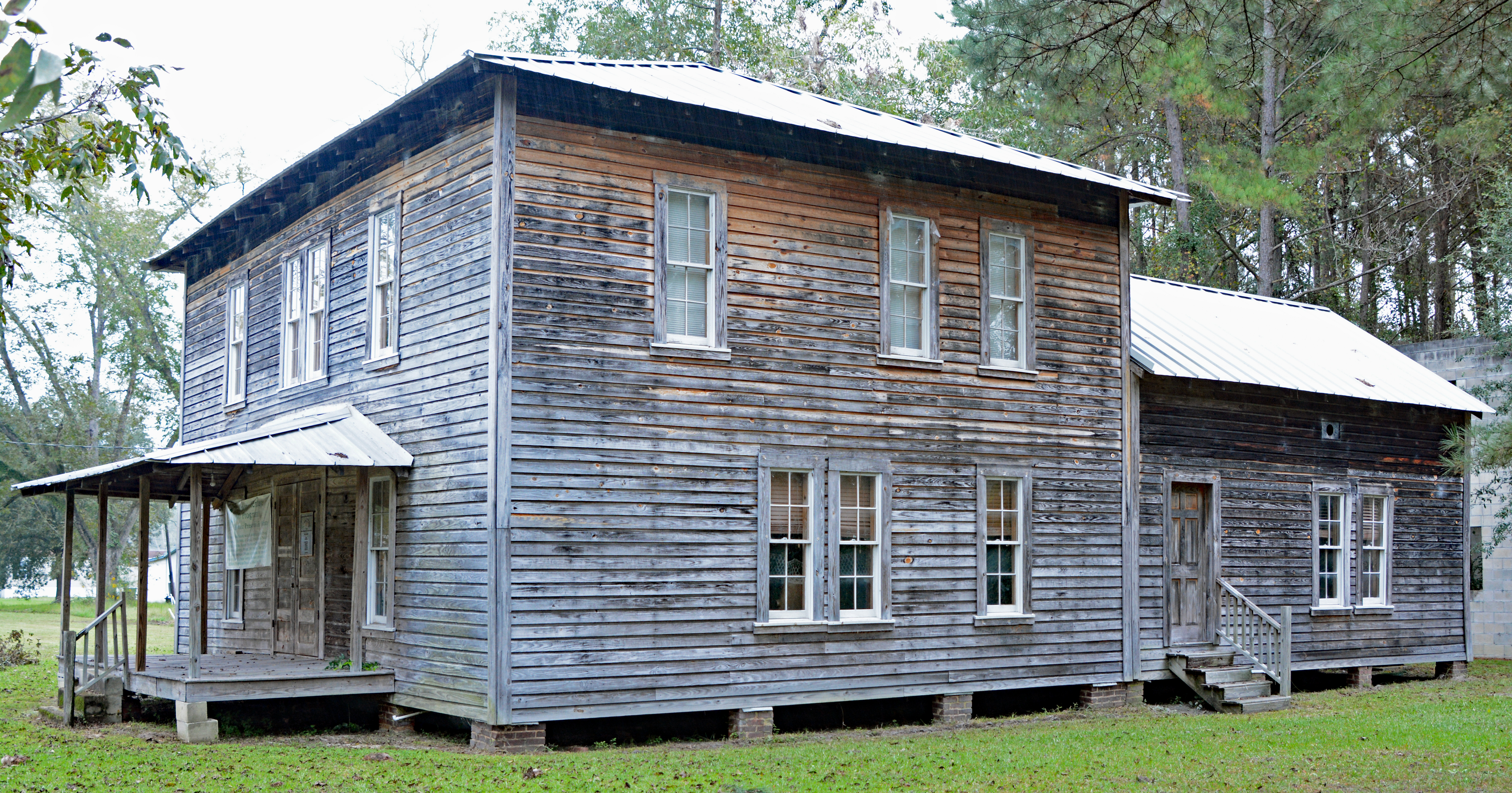
Alapaha Colored School (2015). Diese Schule für afroamerikanische Kinder entstand im Jahr 1924, als in den Südstaaten noch die „Rassentrennung“ galt. Im Juli 2002 wurde der Holzbau als viertes Objekt im County in das NRHP aufgenommen.

Vier Bauwerke im Berrien County sind im National Register of Historic Places („Nationales Verzeichnis historischer Orte“; NRHP) eingetragen (Stand 17. April 2023), darunter das Gerichts- und Verwaltungsgebäude sowie das ehemalige Gefängnis des County und eine afroamerikanische Schule.

## Orte im Berrien County
Orte im Berrien County mit Einwohnerzahlen der Volkszählung von 2010:
Cities:
- Nashville (County Seat) – 4.939 Einwohner
- Ray City – 1.090 Einwohner

Towns:
- Alapaha – 668 Einwohner
- Enigma – 1.278 Einwohner